# Wissous
Wissous è un comune francese di 6 991 abitanti situato nel dipartimento dell'Essonne nella regione dell'Île-de-France.

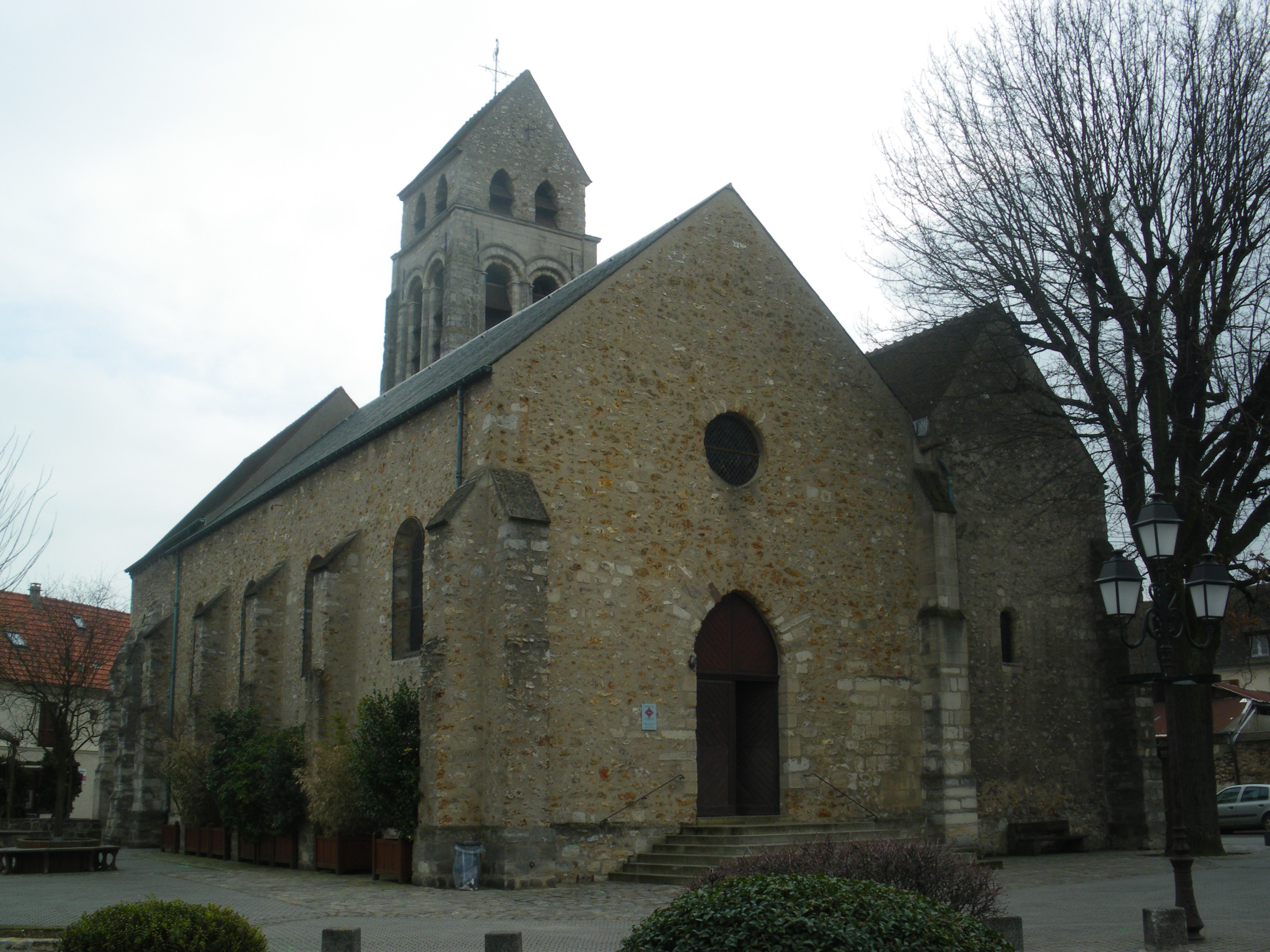
La chiesa di Wissous

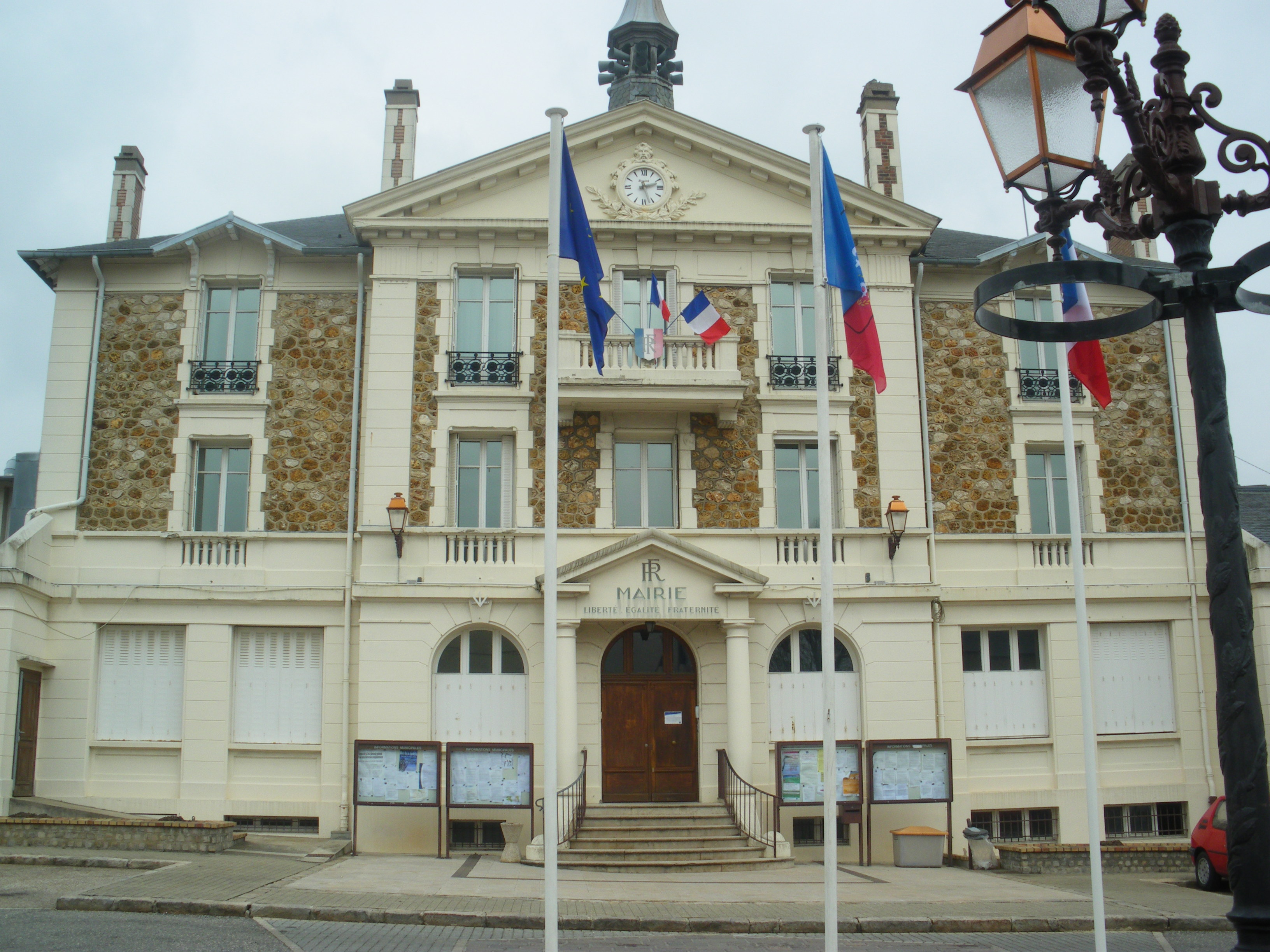
Il municipio

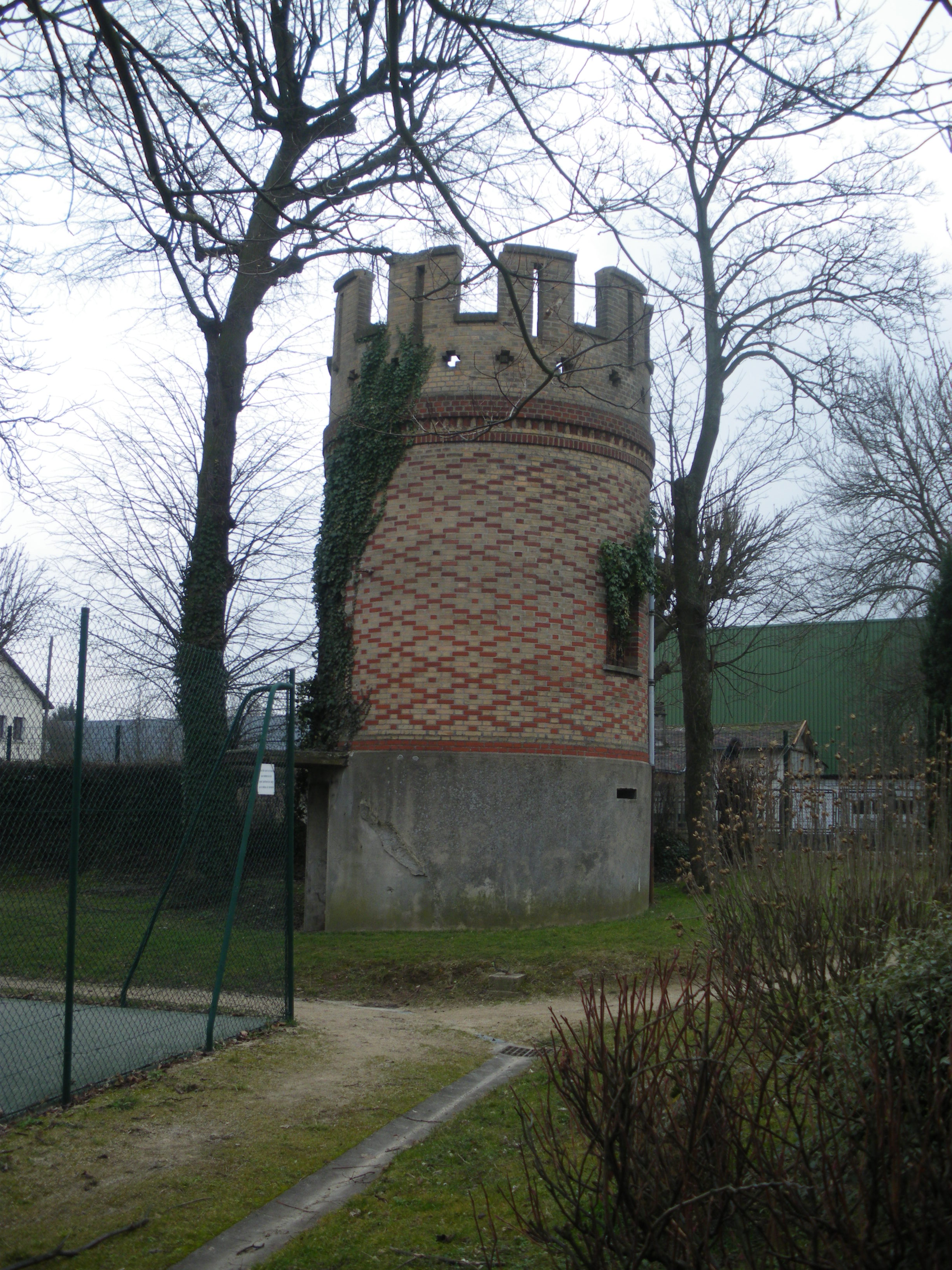
Parco del Chateau Gaillard

## Società

### Evoluzione demografica
Abitanti censiti